# Justin Gorham
Justin Terrell Gorham (Columbia (Maryland), 6 de agosto de 1998) es un jugador de baloncesto estadounidense que pertenece a la plantilla del Derthona Basket de la Lega Basket Serie A, la primera categoría del baloncesto italiano. Con 2,01 metros de estatura, juega en la posición de ala-pívot.

## Trayectoria deportiva

### Universidad
Jugó durante dos temporadas con los Towson Tigers de la Universidad de Towson, situada en Towson (Maryland), desde 2016 a 2018. Tras una temporada en blanco, en 2019 ingresa en la Universidad de Houston en Texas, donde jugaría otras dos temporadas con los Houston Cougars, desde 2019 a 2021.

#### Estadísticas
| Año     | Equipo  | PJ       | PT       | MPP      | %TC      | %3P      | %TL      | RPP      | APP      | ROB      | TPP      | PPP      |
| ------- | ------- | -------- | -------- | -------- | -------- | -------- | -------- | -------- | -------- | -------- | -------- | -------- |
| 2016–17 | Towson  | 32       | 3        | 10.3     | .521     | –        | .452     | 2.8      | .3       | .2       | .0       | 2.8      |
| 2017–18 | Towson  | 32       | 9        | 23.0     | .538     | .214     | .709     | 6.7      | .8       | .3       | .2       | 9.8      |
| 2018–19 | Houston | Redshirt | Redshirt | Redshirt | Redshirt | Redshirt | Redshirt | Redshirt | Redshirt | Redshirt | Redshirt | Redshirt |
| 2019–20 | Houston | 30       | 0        | 12.9     | .341     | .303     | .793     | 2.5      | .5       | .1       | .1       | 3.0      |
| 2020–21 | Houston | 31       | 31       | 27.8     | .495     | .354     | .674     | 8.6      | 1.2      | .8       | .5       | 8.4      |
| Career  | Career  | 125      | 43       | 18.5     | .493     | .316     | .675     | 5.2      | .7       | .4       | .2       | 6.0      |

### Profesional
Tras no ser elegido en el Draft de la NBA de 2021, el 15 de julio de 2021, firmó por el Telekom Baskets Bonn de la Basketball Bundesliga, la primera categoría del baloncesto alemán.
El 21 de julio de 2022, Gorham firmó con el Hapoel Gilboa Galil de la Ligat ha'Al israelí.
El 16 de marzo de 2023 firmó con el Rytas Vilnius de la Liga de Baloncesto de Lituania (LKL).
El 25 de junio de 2024 firmó con el Derthona Basket de la Lega Basket Serie A italiana.